# Lampoh Sirong
Lampoh Sirong is een bestuurslaag in het regentschap Pidie van de provincie Atjeh, Indonesië. Lampoh Sirong telt 659 inwoners (volkstelling 2010).